# جوزيف ستيل
جوزيف ستيل هو سياسي كندي، ولد في 1881. انتخب عضو مجلس نواب نوفا سكوتيا.